# Ebe Treves
Anna Giustina Ebe Treves (Venezia, 6 marzo 1849 – dopo il 1916) è stata una cantante lirica italiana, dotata di una voce particolarmente ricca di toni bassi, forse ereditati dal padre Davide, dilettante appassionato di bel canto che ebbe l’onore di esibirsi in un duetto con Giuditta Pasta nel 1834.

## Biografia

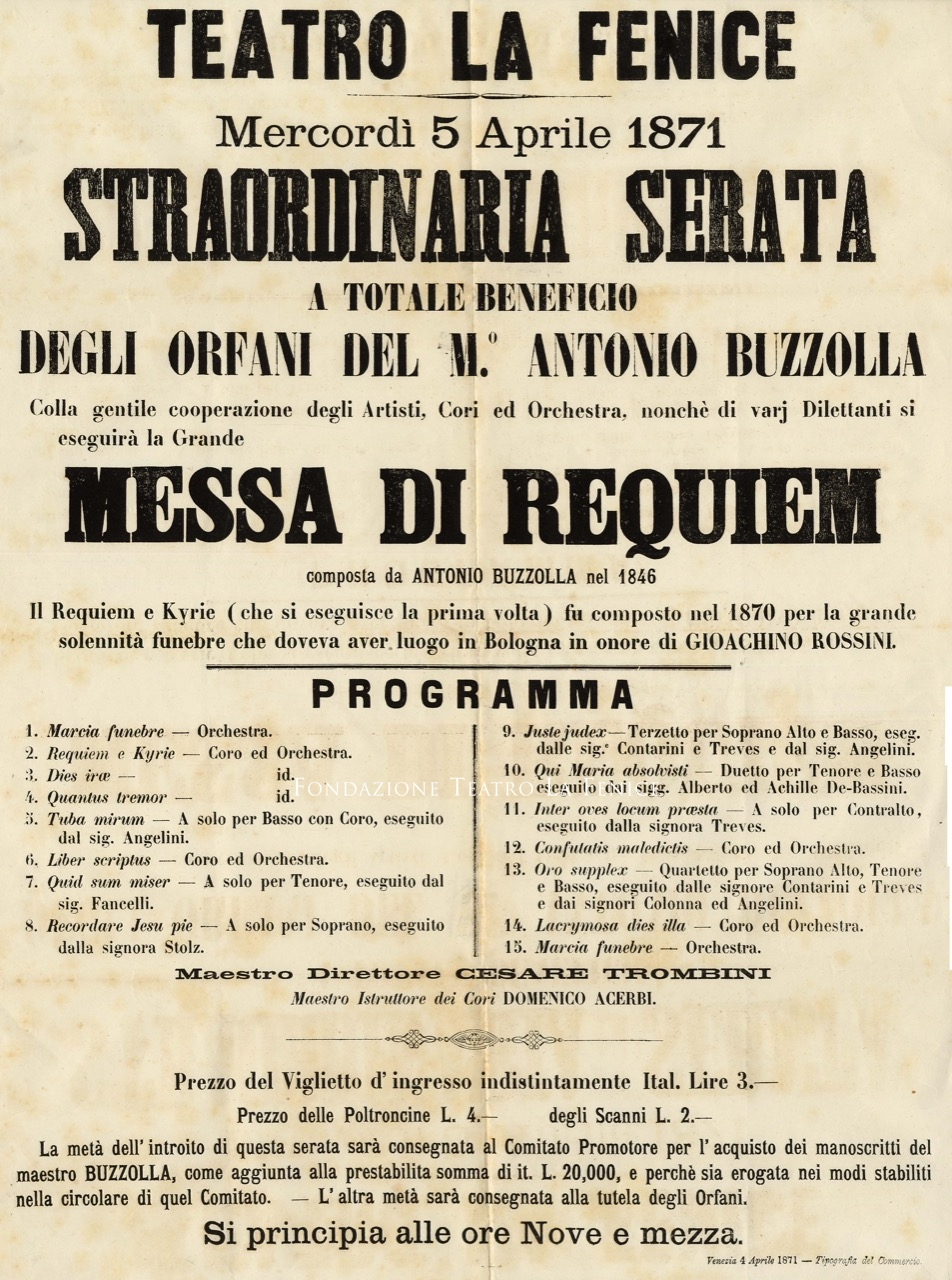
Requiem aeternam e Kyrie

Nata a Venezia il 6 marzo 1849, debuttò al Teatro Sociale di Treviso nel novembre 1870 nel ruolo di Nidia nell'opera Jone ovvero L'ultimo giorno di Pompei di Errico Petrella e l'anno successivo si esibì per la prima volta nella sua città natale, al Teatro La Fenice in occasione dell'esecuzione del Requiem aeternam e Kyrie composti da Antonio Buzzolla per commemorare il primo anniversario della morte di Gioacchino Rossini. 
Nel 1872, sposò in prime nozze Edoardo Giovanni Scalatelli, uno dei volontari che avevano preso parte alla spedizione dei Mille. Iniziarono presto le prime scritture anche all'estero, dapprima a Nizza e, a partire dall'anno successivo, in Spagna e in seguito anche in Portogallo. Da Edoardo, Ebe ebbe 3 figli, ma il destino volle che la primogenita, Maria Adele, morisse a Venezia nel 1875 a soli 29 mesi mentre la madre stava cantando a Palermo. 
Rimasta vedova nel 1877 a soli ventotto anni, sposò nel 1879 un siracusano che viveva a Napoli, Raffaele d'Agostino, che era stato arruolato nell'esercito borbonico. Capitano d'Artiglieria dell'Esercito delle Due Sicilie, Raffaele aveva partecipato all'assedio di Gaeta nel 1860, allorquando i Borboni furono sconfitti dai Piemontesi. 
Trascorse gran parte della sua carriera in Spagna, imparando il catalano che parlava con disinvoltura e simpatia, tanto da accattivarsi le simpatie degli spagnoli che la ammiravano, la applaudivano sinceramente e le tributarono maggiore successo che in Patria.

## Repertorio
Sapeva adattarsi al ruolo che le veniva assegnato con passione, brio e rare doti di recitazione. Alternava le parti da contralto - Maddalena nel Rigoletto di G. Verdi; Casilda in Ruy Blas di F. Marchetti; Ulrica in Un ballo in maschera di G. Verdi; Rosina ne Il barbiere di Siviglia di G. Rossini; Azucena ne Il Trovatore di G. Verdi - e mezzosoprano: Amneris nell'Aida di G. Verdi; Ottavia nella Cleopatra di F. Bonamici e nella Cleopatra di L. Rossi; Léonor de Guzmán ne La Favorita di G. Donizetti; La Signora di Monza ne I Promessi Sposi di A. Ponchielli; Climene nella Saffo di G. Pacini; Carmen nella Carmen di G. Bizet. In alcune occasioni le furono assegnate anche due parti allo stesso tempo: Marta e Pantalis nel Mefistofele di A. Boito; la cieca e Laura Adorno ne La Gioconda di A. Ponchielli. La sua calda vocalità nei toni bassi le permise di ricoprire diversi ruoli en travesti: Federico nella Mignon di A. Thomas; il paggio Urbano ne Gli Ugonotti di G. Meyerbeer; Maffio Orsini nella Lucrezia Borgia e Pierotto in Linda di Chamounix di G. Donizetti; Siébel nel Faust di C. Gounod; Kaled ne Il Re di Lahore di J. Massenet; Romeo in Giulietta e Romeo di N. Vaccaj; Tremacoldo in Marco Visconti di Errico Petrella. E ancora nel suo repertorio ci furono: Doristella in Griselda o la Marchesa di Saluzzo di M.O. Scarano; Lakmé di L. Delibes; Poliuto di G. Donizetti; Romeo e Giulietta di C. Gounod; La forza del destino di G. Verdi; Lucia de Lammermoor di G. Donizetti; La sonnambula di V. Bellini; Dinorah di G. Meyerbeer; Semiramide di G. Rossini. 
Contemporanea di Verdi, Massenet e Puccini, Ebe conobbe personalmente Felipe A. Pedrell, che dedicò a lei una partizione tratta da una sua opera in quattro atti ispirata a un racconto di Chateaubriand: L'ultimo Abenzerraggio.
Era sempre disponibile a ricoprire anche ruoli diversi, a sostituire le proprie colleghe indisposte talvolta senza avere la possibilità di fare le prove; pur di lavorare, non disdegnò neppure di accettare di cantare anche in ruoli più leggeri, in operette, opéra-bouffe e opera-comique (fu Sermollina ne Le Campane di Corneville di R. Planquette; Menegilda ne La Gran Vía di F. Chueca e J. Valverde; Fatinitza di Franz von Suppé; Giorno e Notte di C. Lecocq; Fra' Diavolo di D. Auber). 
Quando Ebe rinunciò a calcare le scene, divenne maestra di canto. Entrambi i figli, Ada e Gino, decisero di seguire le orme della madre, della quale sfruttarono la notorietà facendosi conoscere nell'ambiente operistico come Treves (invece del loro cognome paterno Scalatelli). 

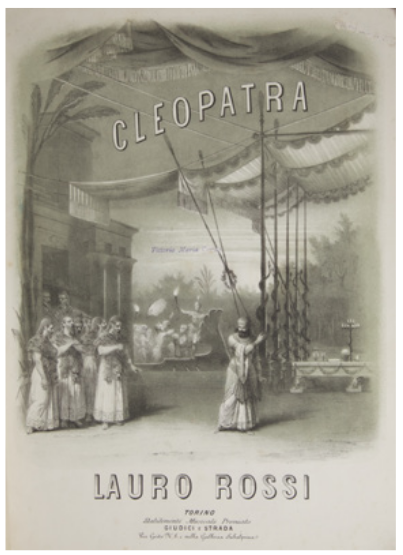

Ada (1874 - ?) debuttò come soprano nella parte di Micaela nella Carmen al San Carlos di Lisbona nel 1898 e poi si esibì prevalentemente in teatri di provincia italiani. A Gino (1876 - 1943) vennero offerti spesso ruoli di comprimario e lavorò come tenore lirico leggero o tenore buffo in vari teatri in Italia e all'estero, in seguito al debutto nell'Erodiade di J. Massenet al Gran Teatro La Fenice nel 1910. Fu anche un prolifico pittore di acquarelli paesaggistici che firmava Gino Scalatelli.

## Teatri in cui si è esibita
Italia: Teatro Sociale di Treviso; Gran Teatro La Fenice e Teatro Goldoni (già Teatro Apollo) di Venezia; Teatro Orfeo di Adria; Teatro Comunale di Forlì; Salone del Real Collegio e Teatro del Giglio a Lucca; Teatro Castelli, Ridotto del Teatro alla Scala e Teatro Dal Verme di Milano; Real Teatro Bellini di Palermo; Teatro Regio di Torino; Teatro Marrucino di Chieti; Teatro San Carlo e Teatro Nuovo di Napoli; Politeama Rossetti di Trieste; Teatro Regina Margherita di Caltanissetta; Teatro Aliprandi di Modena; Teatro Principe Amedeo di Sanremo; Teatro Pagliano di Firenze; Teatro Comunale di Alessandria; Teatro Margherita di Genova; Teatro Goldoni di Livorno; Teatro Coccia di Novara. 
Francia: Théâtre Italien e Théâtre Municipal di Nizza. 
Spagna: Gran Teatro del Liceu, Teatro Español e Teatro Principal di Barcellona; Teatro Principal di La Coruña; Nuevo Teatro Arriaga di Bilbao; Teatro Principal di Saragozza; Teatro Circo di San Sebastián; Teatro Principal di Girona; Teatro Fortuny di Reus, Tarragona; Teatro Circo Price, Teatro Alhambra, Teatro Real, Teatro del Princípe Alfonso, Teatro de la Princesa e Jardines del Buen Retiro di Madrid; Teatro Principal di Valencia; Teatro Principal de Palma de Mallorca; Teatro Principal di Granada; Teatro de San Fernando di Siviglia; Teatro Principal di Cadice; Gran Teatro di Cordova; Teatro Cervantes di Malaga; Teatro López de Ayala di Badajoz; Teatro Municipal Ayuntamiento di Écija; come pure a Santiago, Valladolid e Gibilterra. 
Portogallo: Coliseu dos Recreios, Real Coliseu e Teatro da Avenida di Lisbona; Teatro Nacional São João di Oporto.